# De Warande (Zeist)
De Warande is een wooncomplex van de Stichting Studenten Huisvesting Utrecht in de Nederlandse gemeente Zeist. Het complex staat in de wijk Mooi Zeist en bestaat uit twee vrijwel identieke lange flats en laagbouw. Er wonen circa 650 studenten op kamers en 150 bewoners in zelfstandige huurwoningen. De Warande ligt nabij De Uithof, waar de Universiteit Utrecht en Hogeschool Utrecht gevestigd zijn. Het complex ligt 7 km van Utrecht, 2,5 kilometer van centrum Zeist en ongeveer 4,5 kilometer van de Uithof.

## Geschiedenis
De flats zijn in 1981 gebouwd. Het plan voor de bouw komt voort uit het akkoord over de Uithof dat de gemeentes De Bilt, Utrecht en Zeist sloten. De gemeente Utrecht bouwde de Uithof op voormalig Bilts grondgebied. Zeist zou ook een bijdrage leveren door op zijn grondgebied bij de Uithof een studentencomplex neer te zetten. Dit is pas decennia later gebeurd, en iets verder van de Uithof verwijderd.

## Bewonersvereniging
De bewonersvereniging van Warande is naast een middel om contact tussen verhuurder en bewoners makkelijker te maken ook actief met verschillende 'commissies' die zorgen voor allerlei voorzieningen op het complex.
Ook is er al jarenlang een bewonerscafé, De Wombat, dat elke donderdag zijn deuren opent en zijn er activiteiten voor de internationale studenten die op het complex wonen. Deze, en nog een aantal andere activiteiten worden door vrijwilligers draaiende gehouden.
Het complex had 29 jaar lang een eigen nachtbus die in het weekend de bewoners van en naar Utrecht vervoerde tot 4:00 uur; inmiddels is deze vervangen door lijnbussen van U-OV die het complex tot diep in de nacht ontsluiten richting Utrecht.